# L'ultimo dei bucanieri
L'ultimo dei bucanieri (Last of the Buccaneers) è un film del 1950, diretto da Lew Landers.